# Взгляд

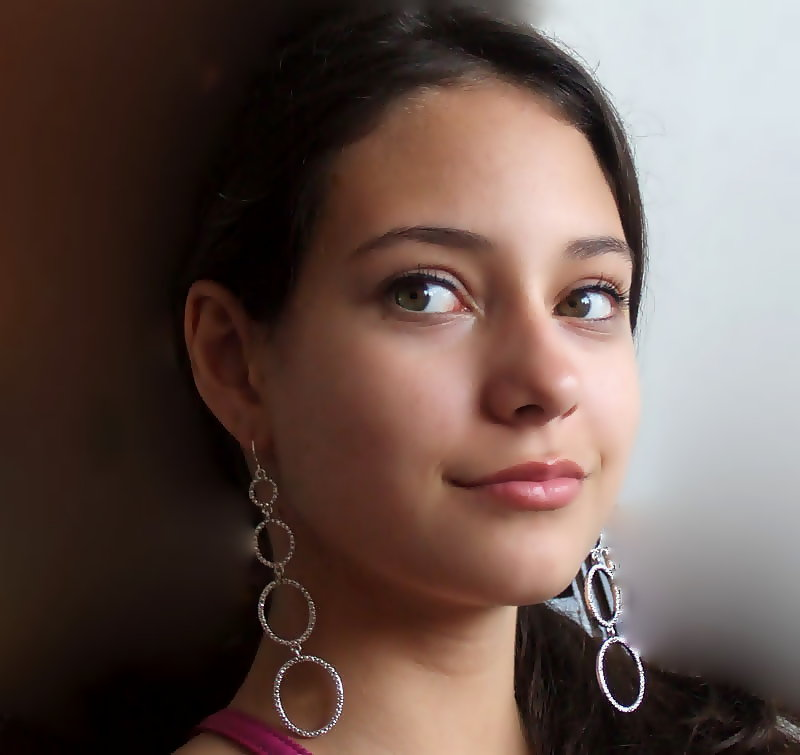

Взгляд, взор — направленность глаз на кого-либо, что-либо. 
Длительный взгляд показывает интерес к тому, на что он направлен. Взгляд может выражать и вызывать эмоции. Зрительный контакт, то есть взгляд «глаза в глаза», является важной частью невербального общения у людей и различных видов животных.

## Иннервация взора
Движение глаз осуществляется мышцами, иннервируемыми глазодвигательным, блоковым и отводящим нервами. При этом движения глаз могут быть как произвольными, так и непроизвольными, нормальными и патологическими. Непроизвольные движения глаз отражают внутреннее состояние человека и их можно интерпретировать.